# Thurston Moore
Thurston Joseph Moore (Coral Gables, 25 luglio 1958) è un chitarrista, cantante e produttore discografico statunitense, famoso per la sua militanza nel gruppo alternative/noise rock Sonic Youth di cui è stato anche il frontman e cofondatore  nel 1981. È stato inserito al 34º tra i migliori chitarristi rock dalla rivista Rolling Stone.

## Carriera musicale
Insieme a lui, nella prima apparizione dal vivo del gruppo, c'era già la bassista, cantante e chitarrista Kim Gordon, in seguito divenuta sua moglie. La coppia ha avuto una figlia dal nome Coco Hayley Gordon Moore. Moore, la Gordon e Coco vivono a Northampton, Massachusetts. Nell'ottobre 2011 hanno divorziato. Come autore ha firmato la maggior parte delle canzoni dei Sonic Youth.
Oltre all'attività con il gruppo ha al suo attivo, oltre ad una miriade di collaborazioni con musicisti della scena alternativa americana, varie pubblicazioni da solista, tra cui l'album Psychic Hearts del 1995, l'album sperimentale chitarristico Root del 1998, Trees Outside The Academy del 2007 e Demolished Thoughts del 2011 prodotto da Beck dove l'artista sperimenta in ambito folk.
Ha lavorato con Glenn Branca, Jad Fair, Lydia Lunch, Maryanne Amacher, DJ Spooky, William Hooker, Daniel Carter, Christian Marclay, Mike Watt, Loren Mazzacane Connors, William Winant, Richard Hell, Mats Gustafsson, Don Fleming, The Thing, Nels Cline, ESP, John Moloney, The Ex, Yamantaka Eye, Chris Corsano, Jemina Pearl, Yōko Ono e My Cat Is an Alien.
All'attività musicale affianca quella di coordinatore dell'etichetta indipendente Ecstatic Peace. Cura inoltre una rubrica sulla rivista statunitense Arthur Magazine.
Nel 2005 ha pubblicato il libro Mix Tape: The Art of Cassette Culture.

## Discografia

### Da solista
- 1995 - Psychic Hearts (Geffen Records)
- 1998 - Root (Lo Recordings)
- 2007 - Trees Outside the Academy (Cargo)
- 2011 - Demolished Thoughts (Matador Records)
- 2014 - The Best Day (Matador Records)
- 2017 - Rock n Roll Consciousness (Caroline)
- 2020 - By The Fire
- 2021 - Screen Time
- 2024 - Flow Critical Lucidity

### Colonne sonore
- Dolly's Restaurant, regia di James Mangold (1995)
- Bully, regia di Larry Clark (2001)
- Manic, regia di Jordan Melamed (2001)
- Extra Action and Extra Hardcore (2008)
- Irma Vep - La vita imita l'arte (Irma Vep) – miniserie TV, 8 puntate (2022)

## Libri
- Mix Tape: The Art of Cassette Culture
- Grunge (with Michael Lavine)
- No Wave: Post-Punk. Underground. New York. 1976–1980. (with Byron Coley)
- Punk House: Interiors in Anarchy (with Abby Banks, Timothy Findlen)
- Alabama Wildman
- James Hamilton: You Should Have Heard Just What I Seen (with James Hamilton)